# Лян Цзин
Лян Цзин (март 1990 — 22 мая 2021) — китайский бегун на сверхмарафонские дистанции; погиб во время катастрофы на ультрамарафоне в Ганьсу.
Лян выиграл несколько ультрамарафонов, в том числе Ultra Gobi — 400 км (250 миль) гонку через пустыню Гоби — в 2018 году. Погиб 22 мая 2021 года в возрасте 31 года, когда сильный ветер и ледяной дождь обрушились на гонку на длинные дистанции в Байине, Ганьсу, Китай. В результате трагедии погибли ещё 20 бегунов.
Его прозвали «Бог Лян» и «Генерал Лян», и он считался «одним из самых опытных ультрамарафонцев Китая».